# マキノシュンイチ
マキノ シュンイチ（本名：牧野 俊一、1965年8月1日 - ）は、日本のペーパークラフトクリエイター。
「出来るだけ簡単に組めて、しかしデザインは妥協しない」をコンセプトとして製作しているペーパークラフトクリエイター。
近年のペーパークラフトは3DCGソフトで製作したポリゴンモデルから展開図を作成する手法が主流だが、3DCGを使用せずに展開図を設計する。